# Sidi Ghaneme
Sidi Ghaneme (àrab سيدي غانم) és una comuna rural de la província d'Essaouira de la regió de Marràqueix-Safi. Segons el cens de 2014 tenia una població total de 4.718 persones.